# Moriscos
Moriscos – gmina w Hiszpanii, w prowincji Salamanka, w Kastylii i León, o powierzchni 12,08 km². W 2011 roku gmina liczyła 306 mieszkańców.